# Bursuc de nisip
Bursucul de nisip (Meles leucurus) este o specie de mamifere carnivore din familia Mustelidae. Este găsit în China, Coreea de Nord, Coreea de Sud, Kazahstan, Kârgâzstan, Mongolia, Rusia și Uzbekistan.

## Taxonomie
Există 5 subspecii descrise ale bursucului de nisip: M. l. leucurus Hodgson, 1847, bursucul de Amur (M. l. amurensis – Schrenck, 1859), M. l. arenarius Satunin, 1895, M. l. sibiricus Kastschenko, 1900 și M. l. tianschanensis Hoyningen-Huene, 1910.

## Caracteristici

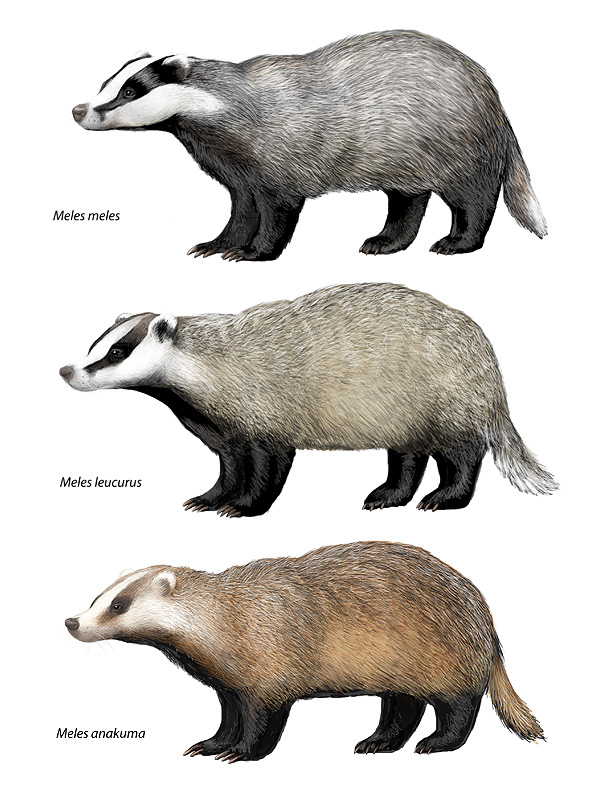
Ilustrație comparativă între bursucul comun (sus), bursucul de nisip (centru) și Meles anakuma (jos)

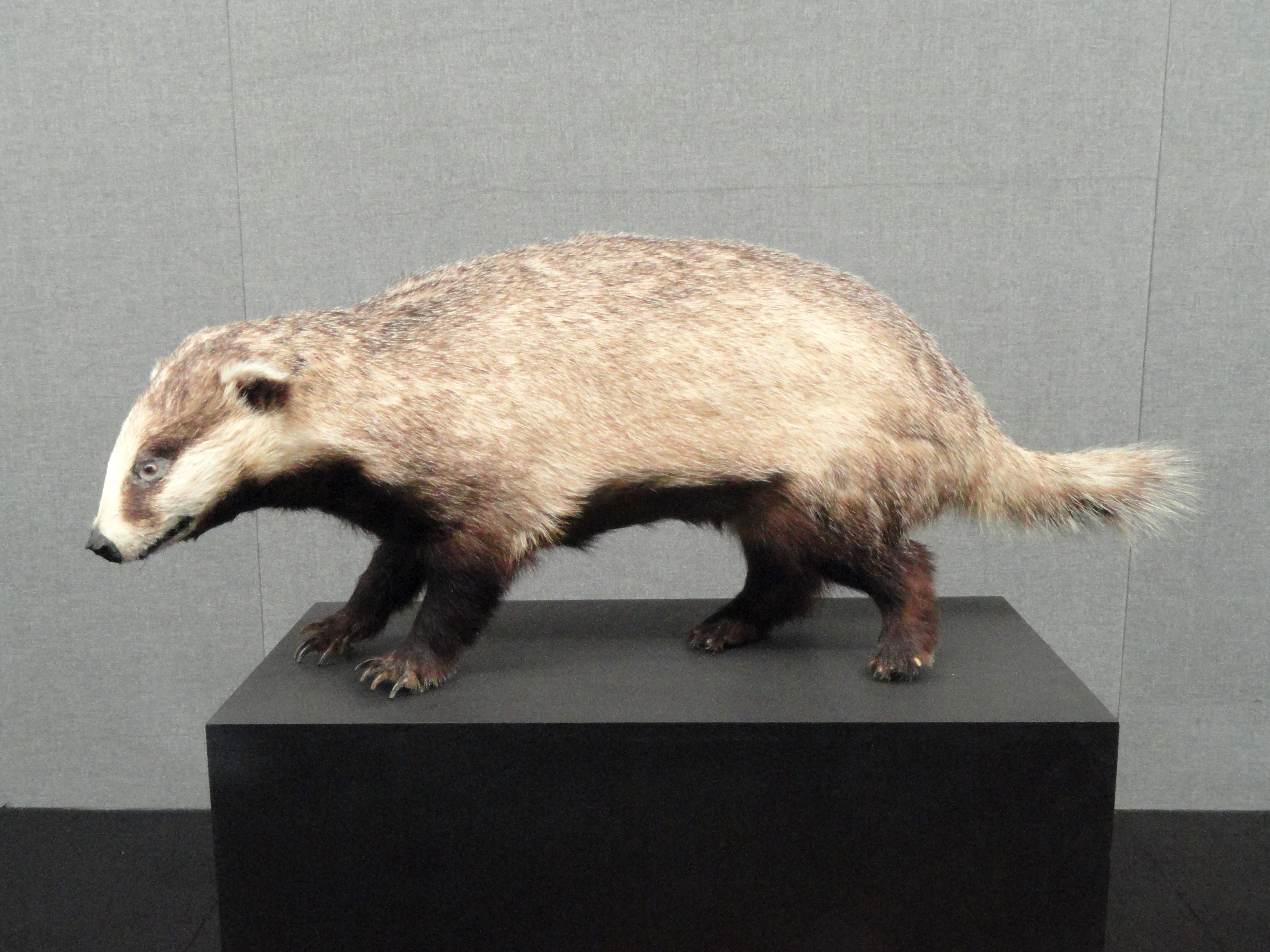
Specimen împăiat

Bursucul de nisip este în cea mai mare parte mai deschis la culoare decât bursucul comun (Meles meles), cu toate că unele specimene pot avea o culoare foarte apropiată cu cea a bursucilor comuni, dacă nu mai închisă, cu zone maronii și de culoarea ocrului. Coastele sunt mai deschise decât mijlocul spatelui, iar dungile faciale sunt de obicei maronii în loc de negre. Spre deosebire de dungile faciale ale bursucului comun, cele ale bursucului de nisip se îngustează după ochi și se extind deasupra urechilor. Părțile albe ale capului sunt în general de culoare mai spălăcită decât cele ale bursucului comun. Dunga deschisă care trece de-a lungul vârfului capului între cele două dungi este relativ scurtă și îngustă. Bursucul de nisip este în general mai mic decât bursucul comun și are molari superiori mai lungi. Greutatea corporală variază de obicei de la 3,5 la 9 kg iar lungimea de la 50 la 70 cm. Greutatea medie a trei masculi din Parcul Național Sobaeksan era de 6 kg.

## Răspândire și habitat
Bursucul de nisip este găsit în China, Coreea de Nord, Coreea de Sud, Kazahstan, Kârgâzstan, Mongolia, Rusia și Uzbekistan. Habitatul său include zone împădurite, stepe, pășuni deschise, semideșerturi și zone arbustive.

## Dietă
Bursucul de nisip este omnivor: dieta sa include bulbi, cereale, fructe, ghinde, nuci și tuberculi, dar și ouă de păsări, stupi de albine și de viespi, hoituri, cârtițe, arici, rozătoare și nevertebrate, mai ales râme.

## Stare de conservare
Bursucul de nisip are o răspândire largă și este tolerant la modificarea habitatului, iar populația sa este mare. Nu se știe dacă populația sa este în creștere sau în scădere, dar este improbabil să scadă într-un ritm suficient de rapid pentru a justifica includerea speciei într-o categorie amenințată. Arealul său cuprinde arii protejate, iar în China, Mongolia și Rusia este vânat legal, însă în arii protejate din China este vânat ilegal. Uniunea Internațională pentru Conservarea Naturii îl clasifică drept specie neamenințată cu dispariția.